# Meine Kindheit und Jugend
Meine Kindheit und Jugend ist ein autobiographisches Werk des Schriftstellers Ludwig Renn, das 1957 erschienen ist. Darin schildert der Autor sein Leben in Dresden bis zum Ende der Schulzeit.

## Inhalt
Ludwig Renn beschreibt in seiner Autobiographie sein Leben und seine geistig-psychische Entwicklung vom Spross einer aristokratischen Familie zum „Arbeiterfreund“ und Anhänger des Kommunismus.
Ludwig Renn war der Sohn eines Mathematiklehrers, hatte aber in den ersten Klassen große Schwierigkeiten mit dem Lesen und Rechnen. Er hatte eine traurige Kindheit, sein dominanter Vater beherrschte die Familie. Die Ehe der Eltern erlebte er als unglücklich, die Mutter war depressiv und krank vor Heimweh nach Russland. Sie suggerierte ihren Söhnen, als Spätgeborene eines alten Adelsgeschlechts fehle ihnen die Lebenskraft. Dieser Mangel sei die Ursache ihrer Kränklichkeit. 
Deshalb sei es besser für sie, nicht zu heiraten, um nicht völlig lebensunfähige Kinder in die Welt zu setzen.
Die Schule versetzte ihn in Angstzustände, und als Heranwachsender schien ihm das Leben sinnlos. Nur auf zwei Urlaubsfahrten in die Schweiz und nach Italien hatte er den Eindruck, wirklich zu leben.
Zu einem Leistungsanstieg in der Schule kam es, als er das Klassenziel nicht erreichte, die Schule auf Anordnung des Vaters verlassen musste und von einem Privatlehrer unterrichtet wurde. Innerhalb eines Vierteljahrs holte er den  Schulstoff nach und gehörte ab diesem Zeitpunkt zu den Klassenbesten. 
Sein älterer Bruder Victor setzte sich gegen Wünsche des Vaters durch und wurde Landwirt. Ludwig war künstlerisch und musikalisch begabt, und der Vater befürchtete, der Sohn wolle Künstler werden. Ludwig Renn schlug jedoch die  Offizierslaufbahn ein.

## Ausgaben
- Meine Kindheit und Jugend. Berlin, Aufbau-Verl. 1957.